# 웨딩 임파서블
《웨딩 임파서블》은 2024년 2월 26일부터 2024년 4월 2일까지 방송된 tvN 월화 드라마다.

## 기획 의도
동성애자인 재벌 후계자와 위장 결혼을 준비 중인 무명 여배우 그리고 그 꼴을 두 눈 뜨고 볼 수 없는 야망 덩어리 예비 시동생이 만나며 벌어지는 욕망 충돌 결혼 반대 로맨스

## 제작진

### 제작사
- 스튜디오329
- 스튜디오드래곤

### 극본
- 박슬기[8] : ( 도서 《햇빛 자르는 아이(1999 제7회 대산청소년문학상 수상 작품집)》(집필), 유튜브 웹 드라마 《탑 매니지먼트》 (집필) 등 집필 )
- 오혜원[9]

### 연출
- 권영일 : tvN 수목 드라마 《검색어를 입력하세요 WWW》(공동 연출), tvN 월화 드라마 《(아는 건 별로 없지만) 가족입니다》(연출), 《어느 날 우리 집 현관으로 멸망이 들어왔다》(연출) 연출

## 등장 인물

### 주요 인물
- 전종서 : 나아정 역
- 문상민 : 이지한 역 (아역: 구현)
- 김도완 : 이도한 역
- 배윤경 : 윤채원 역

### 주변 인물

#### 지한네 가족들
- 권해효 : 현대호 역
- 박아인 : 최승아 역
- 홍인 : 최민웅 역
- 예원 : 안세진 역
- 한수연 : 현수현 역 (2회, 4회~5회, 11회)
- 전진기 : 최중찬 역 (2회, 4회, 10회)

#### 아정네 가족들
- 김수진 : 서동옥 역
- 김광규 : 나대섭 역
- 문승유 : 나수정 역
- 김영훈 : 조태민 역
- 서우진 : 조지오 역

#### 아정 주변
- 송상은 : 양지애 역
- 강나언 : 유종희 역
- 주현영 : 홍나리 역 (1회, 4회)

#### 지한 주변
- 민진웅 : 은택 역
- 정희태 : 김민섭 역
- 신문성 : 강익준 역
- 신용범 : 정대현 역
- 강서경 : 강아라 역
- 손다연 : 손수지 역
- 남상우 : 이종수 역
- 강형석 : 김호태 역 (1회, 3회)

### 기타 인물
- 미상 : 현대호 회장의 비서 역

### 특별 출연
- 정경호 : 윤채원의 맞선남 역(4회)
- 김범 : 김태환 역[10] - 윤채원 두번째 맞선남 (12회/최종회)
- 이충현 : 드라마 감독 역 (12회/최종회)
- 류경수 : 나아정 드라마 상대 배우 역 (12회/최종회)
- 이수혁 : 나아정 드라마 상대 배우 역 (12회/최종회)

## 시청률
최저 시청률과 최고 시청률은 시청률 조사회사와 지역별로 시청률에 차이가 있을 수 있습니다.
| 2024년 | 2024년   | 2024년         | 2024년       | 2024년 |
| 회차   | 방송일   | 닐슨 시청률    | 닐슨 시청률  |        |
| 회차   | 방송일   | 대한민국(전국) | 수도권(서울) |        |
| ------ | -------- | -------------- | ------------ | ------ |
| 제1회  | 2월 26일 | 4.004%         | 4.441%       |        |
| 제2회  | 2월 27일 | 4.066%         | 4.651%       |        |
| 제3회  | 3월 4일  | 4.054%         | 4.569%       |        |
| 제4회  | 3월 5일  | 3.986%         | 3.914%       |        |
| 제5회  | 3월 11일 | 3.671%         | 3.718%       |        |
| 제6회  | 3월 12일 | 3.485%         | 3.759%       |        |
| 제7회  | 3월 18일 | 3.503%         | 3.576%       |        |
| 제8회  | 3월 19일 | 3.394%         | 3.629%       |        |
| 제9회  | 3월 25일 | 3.130%         | 3.422%       |        |
| 제10회 | 3월 26일 | 2.229%         | 2.236%       |        |
| 제11회 | 4월 1일  | 2.800%         | 3.093%       |        |
| 제12회 | 4월 2일  | 3.666%         | 4.184%       |        |

## 편성 변경
- 3월 26일 : 《2026 FIFA 월드컵 아시아 2차예선》 중계방송으로 인해 8시 20분으로 편성 변경.

## 같이 보기
- 대한민국의 텔레비전 드라마 목록 (ㅇ)
- 2024년 대한민국의 텔레비전 드라마 목록